# Gérard Collart
Gérard Collart SJ (* 1905 in  Brüssel; † 2. Februar 1945 im KZ Groß-Rosen) war ein belgischer römisch-katholischer Geistlicher, Jesuit und Märtyrer.

## Leben
Gérard Collart (auch: Collard), Sohn eines Ingenieurs, wuchs in Brüssel auf. 1926 trat er in den Jesuitenorden ein und wurde 1937 zum Priester geweiht. Dann leistete er Wehr- und Kriegsdienst und war bis November 1940 in deutscher Gefangenschaft. Ab 1941 unterrichtete er am Institut Gramme in Angleur (Lüttich). Er gehörte zur Widerstandsgruppe Senzeilles, wurde am 27. Februar 1944 verhaftet und kam über die Gefängnisse Saint-Gilles/Sint-Gillis und Groß-Strehlitz (Juni bis Oktober 1944) in das KZ Groß-Rosen, wo er am 2. Februar 1945 im Alter von 39 Jahren starb.